# Російський (Октябрський район)
Росі́йський (рос. Росийсский) — селище у складі Октябрського району Оренбурзької області, Росія.

## Населення
Населення — 582 особи (2010; 671 у 2002).
Національний склад (станом на 2002 рік):
- росіяни — 79 %